# Hapalemur griseus
Hapalemur griseus là một loài động vật có vú trong họ Lemuridae, bộ Linh trưởng. Loài này được Link mô tả năm 1795.

## Hình ảnh

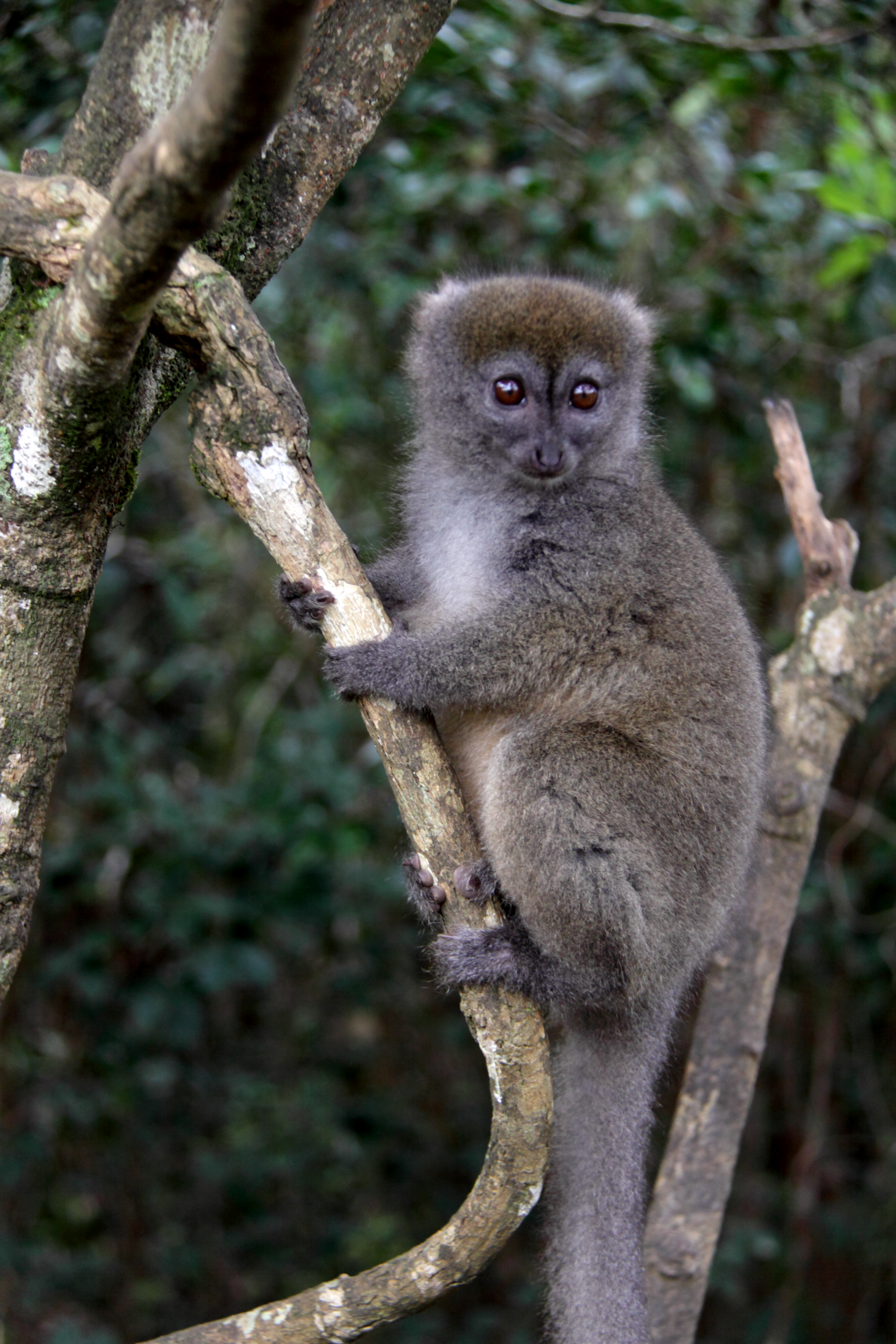
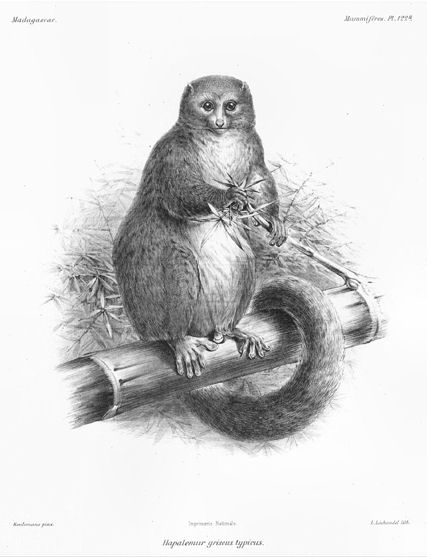
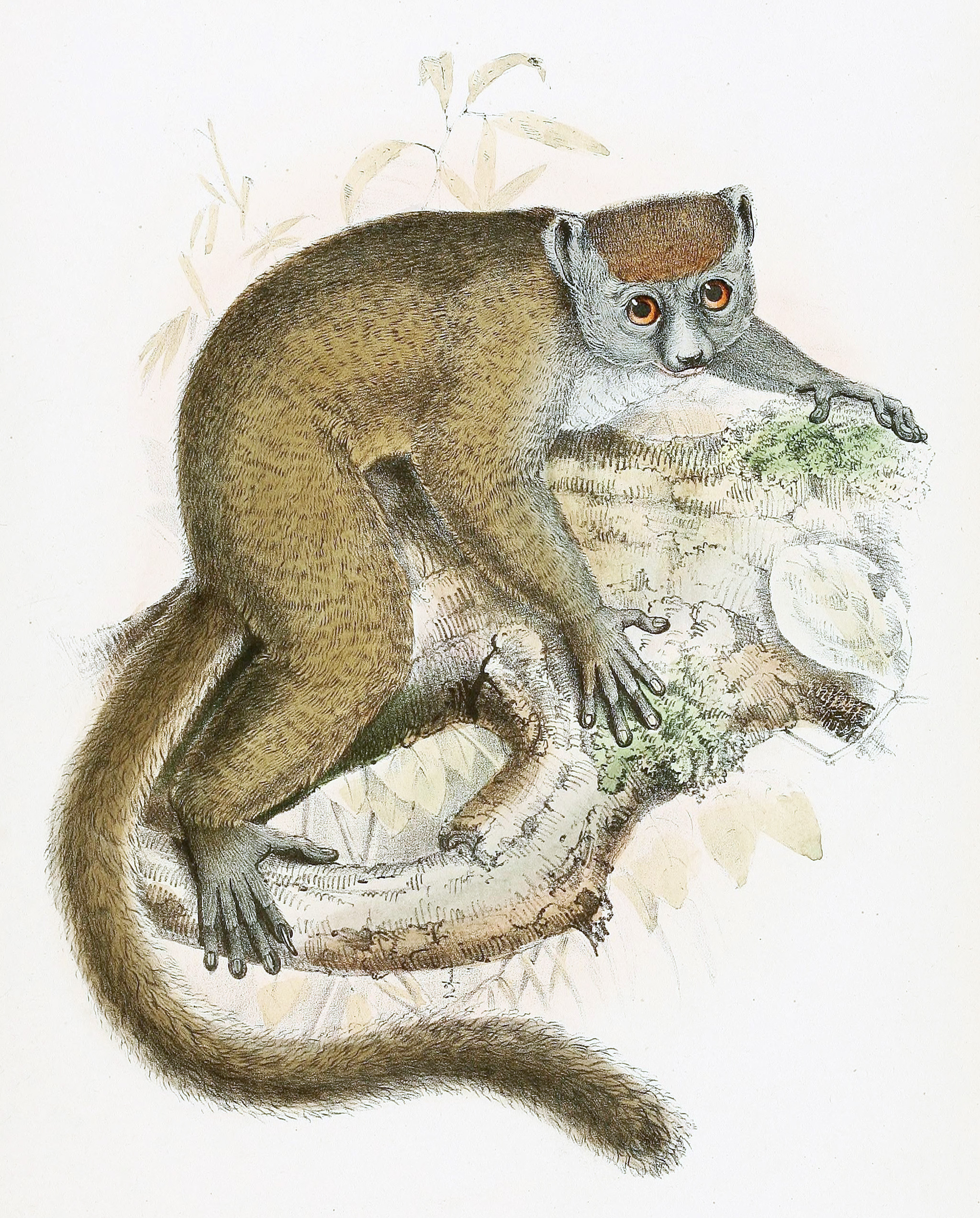
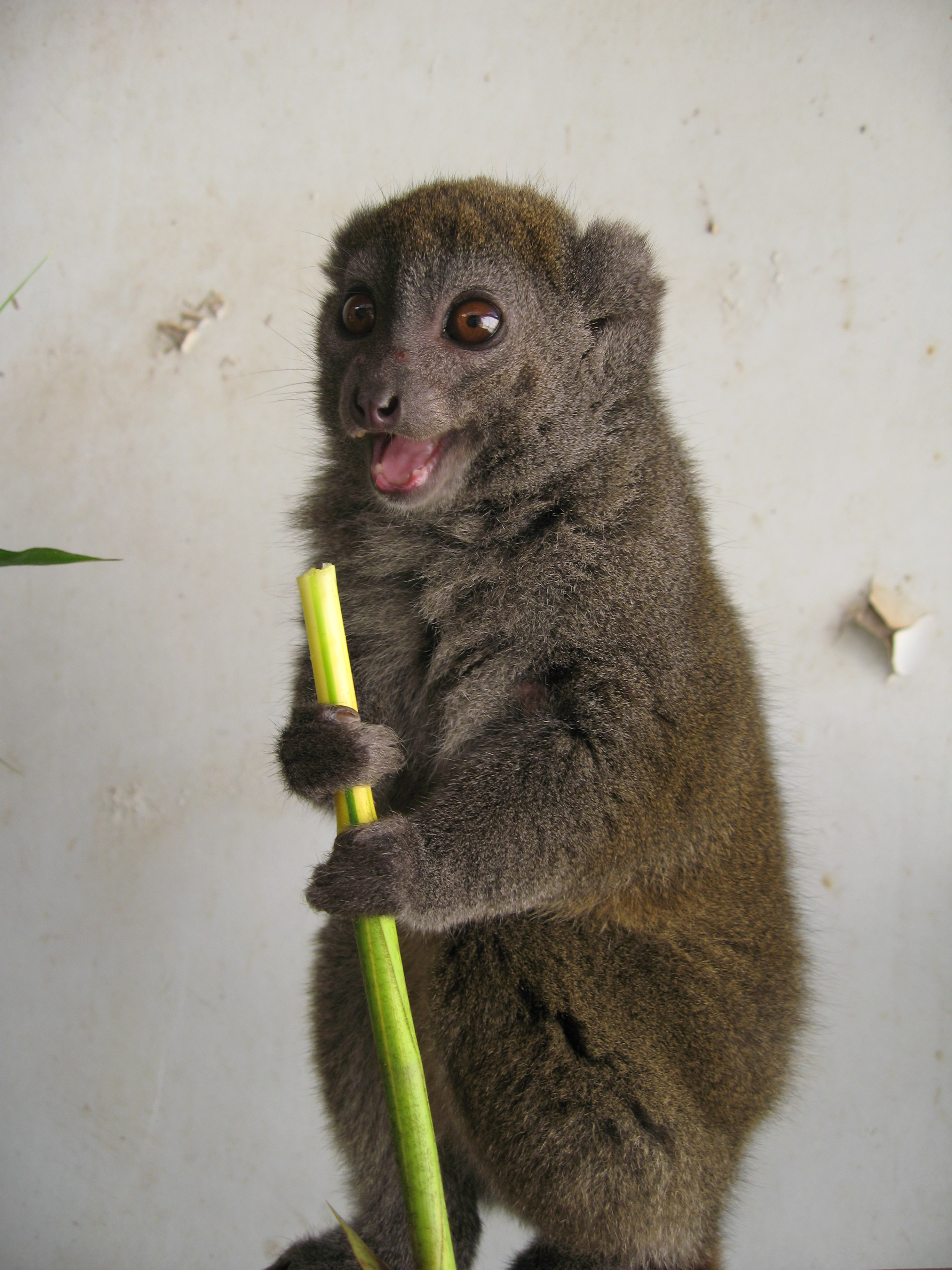